# ジョセフ・バッテン
ジョセフ・ハレット・バッテン（The Reverend Joseph Hallett Batten, DD FRS、1778年8月25日 - 1837年10月11日）は、東インド会社カレッジの校長。ペンザンスに生まれ、ブライトンで没した。
バッテン家は、永くペンザンスの有力な商家であった。バッテンはロンドンのセント・ポールズ・スクール、トゥルーロ・グラマー・スクール (Truro Grammar School)、ケンブリッジ大学トリニティ・カレッジで教育を受けた。1801年にはトリニティ・カレッジのフェローとなった。
1805年、バッテンは新設された東インド会社カレッジに古典文学の教授として迎えられた。バッテンは1807年7月4日にキャサリン・マックスウェル (Catherine Maxwell) と結婚した。1815年1月18日にバッテンがカレッジの校長に任じられるまで、夫妻は子どもたちとともにハーティングフォードベリ (Hertingfordbury) に住んでいた。校長に就任して間もなく、バッテンは勅命により名誉神学博士となった。1816年、バッテンは王立協会フェローに選出された。
バッテンは、死去する直前に身体不随に陥るまで、カレッジの校長宿舎に家族とともに住んでいた。